# Przywództwo partyjne
Przywództwo partyjne – typ przywództwa politycznego, który jest realizowany w ramach partii politycznej. Odnosi się do opisu przywódcy partyjnego, jego relacji ze zwolennikami oraz otoczeniem. Jest pojęciem najbliżej związanym z politologią. W studiach nad przywództwem partyjnym, główny nacisk kładzie się na osobę przywódcy partyjnego.

## Przywódca partyjny
Jest to osoba stojąca na czele partii, zajmująca najwyższe stanowisko w strukturach organizacyjnych danego ugrupowania. Nazwa stanowiska jest uzależniona od zasad przyjętych w statucie danej partii politycznej. Stanowisko to może być określane jako przewodniczący partii, prezes partii lub przewodniczący zarządu głównego.

## Kto zostaje przywódcą partyjnym
Przypisanie miana przywódcy partyjnego następuje w konsekwencji zastosowania podejścia pozycyjnego albo behawioralnego. Przywódca partyjny może być bowiem wskazany względem pozycji, jaką zajmuje w strukturze partii lub roli, jaką w niej odgrywa. Bliższe politologii jest podejście polegające na określeniu przywódcą politycznym osoby stojącej najwyżej w hierarchii danej partii politycznej. Nie mniej jednak, można przypisać przywództwo partyjne ze względu na spełnienie obu wymogów jednocześnie. Dotyczy to sytuacji, kiedy przywódca partyjny piastuje najwyższe stanowisko w strukturach danego ugrupowania oraz jednocześnie pomimo tego pełni tę rolę bez potrzeby odwoływania się do prerogatyw wynikających z przysługujących mu uwarunkowań formalnych.

## Klasyfikacje przywództwa partyjnego
Wyróżnienie przywództwa partyjnego względem liczby podmiotów pełniących rolę przywódczą implikuje sytuację dwojaką. Kiedy daną rolę pełni jedna osoba, można określić to mianem przywództwa indywidualnego, zaś w przypadku, kiedy rolę taką odgrywa wiele osób zasadnym jest zastosowanie kategorii zbiorowego przywództwa partyjnego (np. w niektórych partiach ekologicznych mamy do czynienia jednocześnie z dwoma osobami na stanowisku przywódcy partyjnego). Kryterium legalności pozwala wskazać na przywództwo partyjne o charakterze legalnym albo nielegalnym. Pierwsze występuje wówczas gdy dochodzi do niego w ramach partii formalnie zarejestrowanej i funkcjonującej w oparciu o obowiązujące prawo. Z drugiej strony mamy do czynienia z przywództwem partyjnym o charakterze nielegalnym, kiedy to funkcjonowanie przywódcy czy też jego partii jest sprzeczne z prawem. Przywództwo partyjne jest formalne, kiedy osoba pełni stanowisko wyróżnione w formalnych strukturach, to jest takich, które są określone w statutach czy regulaminach. Natomiast nieformalne jest wówczas, gdy partia ta nie posiada sformalizowanej struktury i działa na zasadzie luźnych powiązań.

## Literatura
Maciej Hartliński: Przywództwo partyjne w Polsce. Toruń: Wydawnictwo Adam Marszałek, 2011. ISBN 978-83-7780-151-2. Brak numerów stron w książce